# Люмьер (кинопремия, 2011)
16-я церемония вручения наград премии «Люмьер» за заслуги в области французского кинематографа за 2010 год состоялась 14 января 2011 года.

## Список лауреатов
Победители выделены жирным.
| Лучший фильм | Лучший режиссёр |
| --- | --- |
| Люди и боги - Иллюзионист - Призрак - Генсбур. Любовь хулигана - Карлос | Роман Полански — Призрак - Ксавье Бовуа — Люди и боги - Оливье Ассаяс — Карлос - Матьё Амальрик — Турне - Жоанн Сфар — Генсбур. Любовь хулигана                                      |
| Лучший актёр | Лучшая актриса |
| Майкл Лонсдейл — Люди и боги - Ламбер Вильсон — Люди и боги & Принцесса де Монпансье - Ромен Дюрис — Человек, который хотел оставаться собой & Сердцеед - Эрик Эльмоснино — Генсбур. Любовь хулигана - Эдгар Рамирес — Карлос | Кристин Скотт Томас — Её зовут Сара - Катрин Денёв — Отчаянная домохозяйка - Жюльет Бинош — Копия верна - Изабель Карре — Анонимные романтики - Людивин Санье — Босиком по слизнякам |
| Многообещающему актёру | Многообещающей актрисе |
| Антонин Чалон — Но и я - Аймен Саиди — Верхний этаж, левое крыло - Науэль Перес Бискаярт — В лесной чаще - Эмиль Берлинг — Кусочки льда - Жуль Пелиссье — Симон Вернер исчез...                                               | Яхима Торрес — Чёрная Венера - Лолита Шамма — Копакабана - Мари Ферет — Сестра Моцарта - Нина Родригес — Но и я - Линда Дудаева — Руки в воздухе                                     |
| Лучший сценарий | Лучший фильм на французском языке |
| Призрак — Роберт Харрис и Роман Полански - Вне закона — Рашид Бушареб и Оливье Лорель - Всё то, что сверкает — Эрве Мимран и Жеральдин Накаш - Дерево — Жюли Бертуччелли - Имена людей — Байа Касми и Мишель Леклерк          | Человек, который кричит - Аэропорт Орли - Горечь - Нелегал - Частные уроки - Воображаемая любовь                                                                                     |
| Лучшая операторская работа | World Audience Award (представлена TV5_Monde) |
| Каролина Шанпетье — Люди и боги | Нелегал — Оливье Массе-Депасс |
| Honorary Lumières Award | |
| Роман Полански | |